# 愛新覚羅胤礽
愛新覚羅胤礽（あいしんかくら いんじょう、満州語：ᡞᠨ ᠴᡝᠩ、転写：aisin-gioro in-ceng、康熙13年5月3日（1674年6月6日） - 雍正2年12月14日（1725年1月27日））は、清の皇太子。聖祖康熙帝の第二皇子。愛新覚羅氏。雍正帝が即位すると、その名を避諱して允礽に改名された。
孝誠仁皇后の子として、生まれた時から康熙帝の寵愛を一身に受け、種々の英才教育を施されて十全な皇太子に成長した。太祖ヌルハチから世祖フリン（順治帝）までは立太子が実施されず、世宗胤禛（雍正帝）以降は太子密建の制度により、皇帝の死後に次の皇帝が直接指名された為、胤礽は清朝における最初で最後の皇太子である。
しかし、通算30年以上にも及ぶ長い皇太子時代の中で、胤礽は康熙帝からの過度な期待による政務の負担、兄弟や群臣たちの嫉妬による権力闘争などに苦しみ、精神を病んで素行や生活が荒れ出した挙句、朋党を結成して徐々に小朝廷を築き、大叔父のソンゴトゥの教唆もあって康熙帝と度々衝突した。胤礽は廃太子されて幽閉され、一度は許されて復位されるも結局再び廃され、雍正初頭に幽閉先で死去した。
生前には叙爵されていないが、死後に諡号「理密親王」を雍正帝（四弟・胤禛）より賜与された。享年50歳。

## 略年表
康熙13年（1674年）旧暦5月3日、胤礽出生。同日申時（15-17時）、生母・孝誠仁皇后が坤寧宮で崩御。
康熙14年（1675年）1歳
- 12月13日：康熙帝が太和殿にて立太子[4]。
- 12月14日：康熙帝が立太子を天下万民に向け宣言[5]。

康熙16年（1677年）3歳
- 8月：康熙帝が妃ニオフル（鈕祜禄）氏を第二代皇后に冊封（→孝昭仁皇后）。

康熙21年（1682年）8歳
- 2月15日：康熙帝が永陵参詣。胤礽、生後初めて康熙帝の出宮に扈従[6]。

康熙29年（1690年）16歳
- 7月18日：ジュンガル部ガルダン軍を偵察する為に出御した[7]康熙帝が行宮で病臥[8]。
- 7月24日：見舞いに来た胤礽が少しも心配の色をみせないことに康熙帝が激怒[9]。

康熙34年（1695年）21歳
- 6月9日：康熙帝が石氏[10]（スワン地方グワルギャ氏[11]）を皇太子妃に冊封[12]。

康熙42年（1703年）29歳
- 大叔父のソンゴトゥ死亡。

康熙47年（1708年）34歳
- 9月4日：康熙帝が皇太子廃位の詔書を宣読。胤礽はプルハスタイ（現内蒙古）の行宮にて拘束され、皇長子の胤禔の監視の下、京師へ押送された。

- 9月7日：康熙帝が胤礽の側近数名を処刑、乃至配流。
- 9月16日：康熙帝が京師に到着、胤礽を上駟院の傍に留置、胤禔と胤禛（のちの雍正帝）を共同監視役に任命。
- 9月18日：康熙帝が胤礽を咸安宮に幽閉し、皇太子廃位を神祇、祖廟に上奏。
- 9月24日：康熙帝が皇太子廃位を天下万民に向け宣言。
- 9月25日：胤禔が胤礽処刑を暗に進言。
- 10月15日：皇三子の胤祉が胤禔による胤礽への呪詛を上奏し暴露。
- 11月16日：康熙帝が胤礽を釈放。

康熙48年（1709年）35歳
- 2月8日：康熙帝が胤礽ら諸皇子を随えて畿内に行幸。
- 3月9日：康熙帝が皇太子復位を天神地祇、祖廟に上奏。
- 3月11日：康熙帝が国民に向け正式に皇太子復位を宣言。

康熙51年（1712年）38歳
- 10月19日：康熙帝が胤礽を咸安宮に拘禁[13]。
- 11月16日：康熙帝が皇太子の再廃位を神祇、祖廟に上奏[14]。
- 11月28日：康熙帝が皇太子の再廃位を天下万民に向け宣言[15]。

康熙57年（1718年）44歳
- 5月21日：フジン石氏、病状重篤。康熙帝は、石氏逝去に際してはホショイ・フジン（親王正室）[16]の慣例に則って侍衛30名を服喪させ、その先導にロンコドを任命することを指示[17]。
- 7月5日：フジン石氏、逝去[18]。

康熙59年（1720年）46歳
- 康熙帝が胤礽の娘（名は不詳）をホショイ・ゲゲ（郡主）[19]に冊封。併せて、婿でトゥメト部ドロイ・ダルハン・ベイレのアラブダン（阿喇卜坦）をホショイ・エフに冊封[20]。

康熙61年（1722年）48歳
- 康熙帝崩御、胤禛（→雍正帝）践祚。

雍正1年（1723年）49歳
- 雍正帝の名を避諱して「允礽」に改名。

雍正2年（1724年）50歳
- 12月14日：死去。諡号は理密親王[21]。

## 生涯

### 生い立ち
康熙帝の最初の皇后である孝誠仁皇后の男子として生まれるが、母は難産で死去した。康熙15年（1676年）、内乱によって混乱に陥った清帝国の結束と安定、そして皇室に対する臣民の忠誠を鼓舞するために胤礽はわずか2歳にして皇太子に立てられ、太和殿で立太子が行われた。立太子の策命は以下のような内容であった。
天の意思を受け継いで民を治める昔の帝王たちは、天下を治めるにあたって太子を立てて国の根本を堅固にし、宗廟と辞職に負担をかけなかった。朕は長い間これについて熟考した。祖宗の意思を守っていくために、この重大だが幸運な頼みをする。胤礽は日々聡明になり、その純粋さをさらに示しているから、太皇太后と皇太后の霊を受けて、典礼に従って宗廟、天壇、地壇に祭をささげた後、康熙14年12月13日、胤礽を皇太子に封じるので、東宮に住まわせ、万年をつなぐ皇統を重んじて、四海と天下の心をつなぐようにしなさい。
母方の大叔父に当たるソンゴトゥが権勢を得ていたこともあり、周囲の期待の下、英才教育を受け成長した。実際に胤礽は聡明で、4歳の時に千字文を覚え、7歳の時に四書五経を全部暗唱できたという。さらに、騎馬民族である満州族にとって疎かにしてはならない騎射の腕前も、極めて優れていた。康熙帝は、皇后の形見であり優秀でもある胤礽を非常に可愛がり、遠征中に自筆の手紙を何度も差し出したり、一緒に狩りに行ったりした。また、成人しても爵位や領民を与えず、部屋住みにした。これは帝位を円滑に継がせたいための処置であった。
1686年（康熙25年）、康熙帝は多くの学者を招いて胤礽に儒教経典と言語を教えさせたが、胤礽はすぐに漢語、満州語、モンゴル語の3ヶ国語に堪能となり、儒教経典の重要な節をすべて覚えることができた。

### 兄弟と父帝との不和
しかし、康熙帝は胤礽に期待しすぎたのか、胤礽が日に日に学識が高くなると、その年齢に合わない課題を与えて胤礽の心身を苦しめたりもしたが、胤礽は特に文句を言わずに黙々と仕事を処理した。康熙帝はこのような胤礽を見て満足したが、大多数の満州族大臣たちは胤礽をそれほど良く思っていなかった。胤礽は嫡長男だったが、康熙帝のすべての皇子の中での長男ではなかったからである。
ガルダン・ハーン討伐で他の皇子たちが功績を挙げたので、康熙帝は6人に爵位と八旗や領民を与えた。旗は元来はそれぞれ独立した部族集団であり、清朝初期の皇帝やその前身の後金のハンは満洲の部族連合の長として合議で選ばれており、皇帝が皇太子と定めても帝位を継げる保証は必ずしもなかった。そのため、各旗の旗人は壮烈な党派争いを演じ、陰謀が巡らされた。また、満洲人には長子相続という慣習がなく、中国式の皇太子の地位など皇子たちには納得がいかず、兄弟みな同格だと認識していた。
当時の満州族の大臣たちは文よりは武に優れ、ガルダン・ハーン討伐にも参加した皇長子・胤禔をひそかに推し進めていた。これをきっかけには次第に胤礽を嫌悪し始め、胤礽もまた兄弟たちに自分を「皇太子殿下」と呼ぶことを要求し、臣下の礼を強要した。これにより胤禔と胤礽の関係は急速に悪化し、残りの兄弟たちも胤礽に会うのを嫌がった。皇子たちは青年期に入り、皇太子胤礽を敵に置いて激しい暗闘を繰り広げるようになった。
康熙29年 (1690年) 、ジュンガル部ガルダン軍を偵察する為に出御した康熙帝が行宮で病臥した。胤礽は康熙帝を見舞いに訪れたが、父帝を看病しながら悲しい気配を出さず、怒った康熙帝は胤礽を北京に送り返し、謹慎させた。その後胤礽は父の代わりに太廟の祭礼を担当するなどし、父の信任を回復したが、このことは父子の関係に大きな溝を作った。
康熙34年 (1695年) 、胤礽は石氏(スワン地方グワルギャ氏) を皇太子妃に迎えた。翌康熙35年 (1696年)、 康熙帝が再びガルダンを討伐しに出征すると、胤礽は北京に残って摂政皇太子として代理親政を行った。
遠征中、康熙帝は再び重病にかかり、病状が危うくなると、胤礽に皇位を譲り、自分は太上皇帝として退位するという意思を示した。しかし康熙帝はすぐに完快し、ガルダンの軍勢を大破して凱旋すると、北京には兄弟たちにより、胤礽が専横して宮女を姦淫したという噂が広められており、この時から康熙帝は胤礽を信任するよりは疑い始めた。

### 一度目の廃位
20代まで胤礽は賢くて隙なく政務を処理したが、30代以降は兄弟たちとの抗争や過剰な政務に疲れ果て、次第に歓楽や女色に溺れ貪欲になったという。
そうした中、康熙42年（1703年）に胤礽の後ろ盾でもあったソンゴトゥが、謀叛を起こして康熙帝を暗殺し、無理にでも践祚するよう皇太子を教唆した。これは皇太子が29歳という、当時の皇太子としては高齢となり、即位への焦りを募らせ始めたことを利用していた。計画が露見してソンゴトゥが処刑されると、胤礽は孤立して自暴自棄となった。康熙帝は胤礽を注意したが、ますます胤礽は高慢に振る舞い、東宮で女色を繰り広げるなど、素行を改めなかった。
康熙帝は皇太子を廃位して庶人に落とすことを決意し、康熙47年（1708年）旧暦9月4日、康熙帝はプルハスタイ（布爾噶蘇台：現在の内蒙古正鑲白旗）の行宮において、皇太子の胤礽を宗人、官僚らの前で跪かせ、皇太子廃位の詔書を咽びながら宣読した。
```
朕、
太祖
、
太宗
、
世祖
の弘業を承り、茲に於て四十八年。兢兢業業として臣工を
軫
み
恤
み、百姓を惠み養ひ、惟だ天下を治安するを以て務めと爲す。今、胤礽を觀るに、祖の德に法らず、朕の訓へに遵はず、惟だ惡を
肆
にし、眾を虐げ、暴戾にして淫亂なること、諸口を出で難し。朕二十年包容せり。乃ち其の惡愈張じ、在廷の諸王、
貝勒
、大臣、官員を僇辱し、威權を專擅し、黨羽と鳩聚し、朕の
躬
を窺伺するに起居動作、探聽せざるは無し。朕思ふに國惟だ一主なり。胤礽何ぞ諸王、貝勒、大臣、官員を將て意ひに任せて凌虐し、捶撻を恣行するを得むや。平郡王・訥爾素、貝勒・海善、
公
・普奇の如くは、俱
俱
に伊の毆打を被り、大臣、官員、以て兵丁に至るは其の荼毒に遭はざるは
鮮
し。朕此の情を深く悉れり。諸臣に言有りて
伊
の行事に及ぶは、伊即ち其の人を讎視し
橫
に鞭笞を加ふるに因りて、故に朕未だ伊の行事を將て、一詢も諸臣に及ばず。朕陝西、江南、浙江等の處を巡幸するに、或ひは廬舍に駐し、或ひは舟航に御し、未だ嘗て跬步も妄りに出でず、未だ嘗て一事も民を擾せず。乃ち胤礽、伊の屬下の人等と
同
に、乖戾を恣行し、至らざる所無く、朕をして啓齒するに赧らめ令む。又た使ひを遣りて外藩の入貢する人を邀截し、御に進ずる馬匹を將て意ひに任せて攘取し、以て
蒙古
俱に心服せざるに至れり。種種の惡端、枚舉す可からず。朕尚ほ其の過ちを悔ひ、自ら新むるを
冀
ひ、故に隱忍し優容し今日に至れり。又た朕、胤礽の賦性の奢侈たることを知れば、伊の乳母の父・凌普をして
內務府總管
と爲さ
著
め、
伊
をして取用するに便なら
俾
めたり。
孰
ぞ
意
はむや、凌普更に貪婪を爲し、
包衣
下人をして怨恨せざる無から使むに致れり。朕胤礽の幼時より、凡そ用ゐる所の物、皆
係
庶民の脂膏なれば、應に節儉に從ふべしと諄諄と教訓をこそすれ、乃ち朕の言に遵はず、奢を窮め欲を極め、其の兇惡を逞しくす。今、更に
滋
甚だきは、朕の諸子を將て噍類を遺さざるの勢ひ有り、十八阿哥病を患ひて眾皆な朕の年高を以て朕の爲に憂慮せざるは無けれど、伊は
係
親兄なれども毫も友愛の意無く、因りて朕加責せば、伊をして反りて忿然と發怒せ
讓
む。更に異す可き者、伊每夜
布城
に逼近し、縫を裂きて內に向ひ竊視す。從前、
索額圖
伊を助けて潛かに大事を謀り、朕其の情を悉知すれば、索額圖を將て處死せり。今、胤礽、索額圖の爲に復仇せむと欲し黨羽を結成せり。朕をして未だ、今日
鴆
せ被るか、明日害に遇ふかを卜せざら令め、晝夜戒慎して寧からず。此の似き人、豈に
付
ふるに祖宗の弘業を以てす可きや。且つ胤礽、生れて母を剋したり。此等の人、古に不孝と稱す。朕即位以來、諸事節儉し、身は敝褥を御し、足は布韈を用う。胤礽の用ゐる所、一切朕を遠過し、伊猶ほ以て不足と爲せり。國帑を恣取し、政事に干預すれば、必ず我が國家を敗壞し、我が萬民を戕賊するに致りて後已まむ。若し此の不孝不仁の人を以て君と爲さば、其れ祖業を如何せむ。(以上、『聖祖仁皇帝實錄』巻234 - 康熙47年9月4日/段21353より)
```

太祖、太宗、世祖の王業を承け継ぎ48年。朕は大臣、官吏らを慈しみ、人民を恵み養い、ただ天下泰平の為に心血を注いできた。しかるに今の皇太子を見ると、先祖の道徳を蔑ろにし、朕の訓戒を黙し、ただ悪を恣にして多くの者を虐げ、その残酷で陰険な振る舞いは口にするのも憚られるほどである。20年間大目にみてきたが、宗人や官僚への凌辱、権柄の濫用、朋党の結成、果ては朕の病躯の監視に至るまで、悪行は酷くなるばかりである。国主に非る者が手当たり次第、勝手気儘に他人を侮辱し、暴力を振るうのはどういう了見か。末端の兵卒に至るまでその被害に遭わぬ者はない。実情を上奏した者は仇敵視されて、鞭打ちされる為、朕も迂闊に他の者に尋ねることもできはしない。陝西、江南、浙江などに巡幸する時、朕は粗末な小屋に寝るか、船内に止まるかして片足すら外へ出ることはなく、庶民の生活を邪魔することは決してせぬが、胤礽は取り巻きを引き連れてあちこち足を伸ばしては無礼三昧を働く。恂に口にするのも恥ずかしい。また、外藩蒙古の朝貢者を待ち伏せし、献納の馬を連れ去るなどして、朝貢者を怒らせたこともあった。数々の悪行、枚挙に遑なし。それでも自省し、改悛することを期待して今日まで我慢に我慢を重ねてきた。小さい頃から贅沢であった為、乳母の父にあたる凌普を内務府総管に任命してその入用を管理させようとしたが、あろうことか凌普自身が汚職に染まり、大勢の者の恨みを買った。幼い頃から、宮中のあらゆるものが庶民の汗と涙の賜物であると教え諭し、節約を言い聞かせてきたのに、その贅沢は益々ひどくなっていった。甚しきは、自らの兄弟を人とも思わぬ態度で、十八弟・胤祄 (胤礽の異母弟) が危篤になっても少しも憂えを見せず、あんまりだと言って叱責されると、カッとなって怒り出す。更に異なるは、毎夜、朕の寝る行宮 (移動式の天蓋式住居) に忍び寄り、その布を匕首で裂いて朕の容態を監視することで、以前、胤礽の大叔父・ソンゴトゥを謀叛の廉で自害させたが、その仇を討とうと胤礽は朋党を結成し、朕は今日毒殺されるか、明日刺殺されるかと昼夜警戒せねばならず、気の鎮まる暇もない。祖先からの王業をこのような者に託してなるものか。胤礽のように、自らの母親の命を奪って生まれたものは古来不孝者と言われる (子貴母死)。朕ですら身につけるものは粗末で、絹など使わぬところを、胤礽は入用に糸目もつけず、それでも足りぬと国庫に手を出し、政治にまで首を突っ込むのであるから、国が破れ、民を滅ぼすまで止まらぬであろう。このような不孝不仁の輩を皇太子にしたら、伝来の王業はどうなるであろうか。
読み終えた康熙帝はあまりの悲しみにその場で崩れおち、大臣らが支えなければ立ち上がれないほどであった。胤礽はその場で拘束され、皇長子・胤禔を監視役につけて京師へ押送された。ソンゴトゥの二人の子・格爾芬、阿爾吉善、及び胤礽の側近・二格、蘇爾特、哈什太、薩爾邦阿には死刑が言い渡され、杜黙臣、阿進泰、蘇赫陳、倪雅漢の四人は盛京 (現遼寧省瀋陽市) へ配流となった。連座さるべき者はあまりにも多く、少しの関与も疑い出せば切りがない。康熙帝は上記の者を断罪すると、それ以外については一律不問とした。宣読をおえた康熙帝は悲哀極まり、京師へ向かう途上、六日間も眠れぬ夜を過ごした。
同月18日、皇太子廃位が神祇と祖廟に上奏されるとともに、胤礽は咸安宮に幽閉、24日には天下万民に向けて正式に皇太子廃位が宣言された。

### 呪詛騒動
胤礽を皇太子から廃位した康熙47年 (1708年) 旧暦9月4日以来、不眠症に悩まされ続けていた康熙帝は、ふと、胤礽の様子がいつ頃からかおかしくなっていることに気づき、同月11日、内大臣、大学士、翰林官員らを呼び、疑念を吐露した。
```
近く、胤礽の行事を觀るに、人と同じからざる大いに有りけり。晝は多く沉睡し、夜半に方
はじ
めて食ひ。酒を數十巨觥飲めど醉はず。神明に對越する每に、則ち驚懼し禮を成す能はず。陰雨雷電に遇ひては、則ち畏沮し
措
ふ所を知ず。居處常を失ひ、語言顛倒し、
竟
に狂易の疾に
類
る。鬼物有りて憑く者の
似
し
[
30
]
。
```

近頃の胤礽はどうも振る舞いにおかしなところがあった。昼に死んだように眠り、夜中に起きてきて飯を食う。酒を大盃で数十杯飲んでも少しも酔いをみせない。神祇祭祀に行かせると変にオドオドして儀礼にならない。雷雨の日には妙にビクビクしている。挙動が変で、言うことも非論理的。精神病者か、悪霊にでも取り憑かれた人のようだ。
同月15日、康熙帝の疑念は徐々に確信の度合いを高めてきた。
```
胤礽の宮人の居る所、擷芳殿。其の地、陰黯にして不潔なれば、居る者
輒
ち多く病亡す。胤礽、時常其の間を往來し、邪魅に中るに致れど、自ら知覺せず。此を以て之を觀るに、種種の舉動、皆な鬼物の有りて然ら使むる、大そ是れ異事なり。」
[
31
]
```

胤礽の宮女が居住する擷芳殿 (太和殿の東方) は、陰鬱で不潔で、すぐに病死者がでるところなのに、胤礽は足繁く通いた。邪霊にとり憑かれたのに気づいていないのだ。つまり、以前の諸々の挙動はどれも悪霊の所為なのだ。
同月16日、宮城に到着した康熙帝は、大学士に命じて諸王、ベイレ、および副都統以上の大臣、九卿、詹事、科道官員らを午門内に召集させて言った。
```
今、
忽
に鬼魅の爲に憑かれ、其の本性を蔽はれり。
忽
に起ち忽に坐り、言動常を失ふ。時に鬼魅を見ては、寢處を安んぜず、
屢
其の居を遷す。飯を七八碗啖
啖
ひて、尚ほ飽くるを知らず、酒を二三十觥飲みて、亦た醉ひを見ず。
特
り此れのみに
匪
ざるなり。細かく訊問を加ふるに、更に種種の駭異の事有り。其の近侍に至りては、人員亦た少なからず。其の中、豈に一二の伊の恩遇を受けし者無きや。而して竟に一二の人の心を得る能はざりけり。此を以て之を觀るに、狂疾に非ずば、何を以て是を致すや
[
32
]
。
```

胤礽は突然、悪霊にとりつかれ、本来の人間性が覆い隠されてしまった。立ち上がったと思ったらまた坐ったり、会話していても非論理的で何が言いたいのかわからず、魑魅魍魎をみたと言っては度々寝る場所を換え、飯を八杯も食ったのに空腹を感じ、酒を30杯も大口で煽って酔いを見せず。これだけに止まらず、びっくりすることがまだまだある。そばに仕えるものは何人もいて、その内の少なくとも一人二人は、皇太子から何かしら恩義を享けているだろう。しかし誰一人として胤礽のことを理解も同情もしていない。それは結局、胤礽の振る舞いが精神異常者のそれだからと考える以外にないのではないか。
今や康熙帝の疑念は確信にかわった。しかし今の胤礽を野放図にしてはおけない。康熙帝は上駟院の傍に氈帳を張らせ、そこに胤礽の身柄を収容させた。
しかし翌10月15日、第三皇子・胤祉の上奏により、皇長子・胤禔が廃位されたばかりの胤礽に呪詛をかけていたことが露顕した。胤祉の牧馬場にいたとある蒙古人ラマは、幼い頃から医術を習い、呪術に長けていた。それを知った胤禔がこのラマを含めた三人のラマとしばしば鳩合するようになったことから、胤祉は不審に感じるようになった。そしてそれをきいた康熙帝が、三人のラマらを拘束して事情を調査させたところ、ラマの供述から胤禔の計画が露顕し、ラマのいう通りに十数箇所を掘ってみると、果たして地中から呪術に使われる道具がみつかった。事件に関与した蒙古人ラマ・巴漢格隆および明佳噶卜楚、馬星噶卜楚は、事件の首謀者として凌遅刑を言い渡された。胤禔は 康熙帝に無恥で残忍なヤクザ者と非難され、郡王の爵位を取り上げられ、監禁された。

### 復位と二度目の廃位
その後、康熙帝は胤礽の素行が乱れたことが、先の呪詛によるものではないかと思い始め、次第に廃太子を憐れんで気持ちが再び傾いていった。康熙47年 (1708年)11月16日、康熙帝は胤礽を釈放した。
狩猟に出かける際に胤礽に会うと、胤礽は人が違ったように穏やかになっており、以前のことは思い出せないと語った。康熙帝は「やはり呪詛にかかっていたのだ」と言って喜び、康熙48年（1709年）春に再び皇太子に立てた。
しかし、胤礽が諸大臣との宴会を通じて皇太子党なるものを築いたことを知ると、康熙帝は歩軍総領トホチ(託和斉)らを処刑する。
康熙51年 (1712年) 旧暦10月19日、胤礽は再び廃立され、禁錮を言い渡されて咸安宮に幽閉された。康熙帝は翌11月16日、神祇、祖廟に対して皇太子の再度の廃位を上奏すると、続けて同月28日には天下に宣言し、胤礽はここに正式に再廃位された。
康熙52年 (1713年) 旧暦2月2日、康熙帝は領侍衛内大臣、大学士、九卿らに対し、都察院左都御史・趙申喬が「皇太子は國の本と為せば、應に冊立を行ふべし」(皇太子は国の本なので、空位のままにするべきでない) と陳奏したことを示し、その奏摺を突き返すよう命じた。既に二度も胤礽の為に失望させられた康熙帝は、皇太子冊立に慎重になっていた。

### 礬水書騒動
しかし胤礽は康熙帝の失望もどこ吹く風で、二度目の禁錮にも拘らず改悛の色をみせぬどころか、二度目の釈放を期待して工作を行なっていた。胤礽のフジン・石氏の病気を診療するために出入りしていた医師の賀孟頫は、胤礽と外部との連絡の仲立ちをする為、礬水(明礬を溶いた水) で紙に文字を書かせ、それを正紅旗満洲都統の鎮国公・普奇に渡していた。
康熙54年 (1715年) 旧暦11月、輔国公・阿布蘭が経緯を知り、再従兄にあたる普奇を告発したことで、事は白日の下に晒された。押収された書簡には、自らを大将軍に任命するよう康熙帝に掛け合ってほしいと依頼する主旨や、釈放する意思が父帝にないか情報を聴き出して欲しいとする主旨の文が書かれていた。胤礽は関与を問われると、自らの手になった書簡であることを認めたが、このことを認知していながら上奏しなかった廉で普奇は拘束され、医師・賀孟頫は斬首刑を言い渡された。
但し、告発した阿布蘭自身、実際は礬水密書が失敗しても遅々として上奏しようとせず、従伯父・蘇努の指図を受けて始めて上奏したのだと、後に雍正帝により暴露されている。

### 朱天保騒動
康熙57年 (1718年) 旧暦正月20日、康熙帝は翰林院検討の朱天保を召して詰問した。事の発端は朱天保が差し出した、胤礽復位を奏請する奏摺であった。朱天保が奏摺の中で胤礽を「仁孝」と称えたことがまづ康熙帝に疑念を抱かせた。朱天保は父・朱都納が語ったのを聞いて知ったと言い訣したが、朱都納が兵部左侍郎を免黜されたのは康熙40年 (1701年)、胤礽の瘋癲病が発症したのは康熙47年 (1708年) で、時期は重ならず、胤礽が瘋癲発症後に康熙帝の目の前で徐元夢を罵倒した際には、朱天保の伯父らも胤礽を非難していて、事実と一致しなかった。康熙帝に突っ込まれた朱天保はしどろもどろになった。朱天保は更に、同じく胤礽を益々「聖賢」となったと評したが、康熙帝はこれにも得心が行かなかった。父・朱都納が胤礽幽閉先の看守から聞いたのだと朱天保は弁解したが、康熙帝にその看守の名を問われると、返答に窮してひたすら額づいた。康熙帝に黒幕の存在を察知された朱天保は、あっけなく父・朱都納とその婿・戴保に命じられたことを明かした。拘束された朱都納と戴保の口からはさらに副都統で同じく婿の常賚、元内閣学士の金宝らの名前があがった。
翌21日、康熙帝は朱都納を召して膝を詰めた。胤礽は幽閉されて終日静かに過ごしているのに、何故その「聖賢」たるやを知っているのか。朱都納の答えは全く頼りないものだった。
```
原
より二阿哥の賢たるを聞けり。
意
ふに拘禁の後、應に益賢たるべし。
所以
に具奏しつ。
```

以前から第二皇子の賢良は聞こえていましたが、拘禁されて更に賢良におなりなさったと思いましたので。

このような漠然とした思いつきで皇太子復位を奏請されたのではたまらない。胤礽はそもそも素行不良で拘禁され、改悛を期待されて釈放された後も素行は改まらず、更に再び拘禁されてからも救いようもないほど堕落していた。これのどこが「仁孝」で「聖賢」なのか。朱都納は康熙帝の怒りに触れ、罪を一身に負う代わりに息子を放免するよう哀願したが、怒り心頭の康熙帝は、
```
爾
に
爾
の子を殺すを
看
せ令めて後、始めて
爾
を
將
に
凌遲
にせむ。
```

息子の朱天保の処刑に立ち合わせてから凌遅刑に処す。

と突き放した。
続いて康熙帝は朱都納の婿・戴保らへの訊問を開始した。戴保はかつて「宋太祖・趙匡胤の末裔が叛乱を企てている」、「ジャライト部蒙古族が叛乱を企てている」などと上奏し、どれも事実無根であった為に斬首刑に処されるべきところを、改悛を期され、瘋癲発症を理由に禁錮に処されていた。戴保は常賚が作成した奏本をみただけだと弁解したが、常賚は関与を否定し、反対に全ては朱都納父子が自らの栄達を願って婿・載保とし組んだことだと述べ、朱都納が莘泰、斉世の二人と交流があることをつけ加えた。康熙帝はさらに莘泰、斉世 (胤礽に蔭で「獼猴都統」と渾名され嫌われていた) の二人を召喚させた。
皇太子二度目の廃位の際、康熙帝は、皇太子の釈放・復位を奏請する者は斬首すると勅旨を降していた。一通りの訊問をおえた康熙帝は、朱天保を、僥倖に目を眩ませて勅旨に反き、且つ真っ先に父親を矢面に立たせた不忠不孝の輩として斬首を言い渡し、その刑執行に朱都納を立ち合わせ、見せしめとした。戴保は今案件の首魁とみなされ同じく斬首刑、朱都納と常賚は死罪宥赦、金宝は配流の上で枷鎖刑。また、載保の兄・達寿は密かに載保を逃亡させた廉で免黜され、三箇月の枷鎖と鞭打ち100回に処された。斉世は拘禁された。

### 薨去
康熙晩年、八旗の兵卒は増加の一途をたどり、元々八旗教場に建設された住居も手狭になっていた。ちょうどその頃、鄭家荘 (山西省晋中市祁県城趙鎮鄭家荘村？) で建設を進めていた王府と兵卒の住居が竣工した為、康熙帝は自らの阿哥 (皇子) のうち一人をそこへ住まわせ、併せて八旗の各ニル (佐領) からそれぞれ一人を護衛として同地に駐在させ、その人員で新たに八つの満洲ニル、二つの漢軍ニルを編制させることにした。
しかし康熙帝はどの阿哥をそこに移住させるか明言しないままに崩御した。雍正帝は、康熙帝がそれを二兄・胤礽にあてがったものと揣摩したものの、真意を断定し兼ねた為、胤礽の子で、康熙61年 (1722年) 旧暦12月に郡王に冊封されたばかりの弘晳を同地へ移住させた。随従者は345人、警固者は600人以上にのぼった。
雍正2年12月13日、胤礽危篤の報せがその幽閉先から雍正帝の許へ伝えられた。雍正帝は、胤礽のフジンが康熙帝の生前にホショイ･フジン (親王の正室)の身分で葬送されたことを承け、胤礽の臨終に際しては、同様に親王の身分で葬送し、遺体は鄭家荘に安置することとした。翌14日、二阿哥・胤礽薨去。
同月16日、雍正帝は、罪臣として死去した者を弔うべきではないと諌める大臣らを抑え、自ら胤礽の祭奠に参列し弔った。さらに、弘晳の母 (名不詳) を故理親王の側妃に冊封して、鄭家荘郡王府で同居させ、その外、侍妾などで子女のある者にも移住を許可し、移住を希望せぬ者にも別途住居を充てがって、余生を保障した。

## 親族

### 母祖

#### 曽祖父
- ヘシェリ氏ソニン：ヌルハチ、ホンタイジ、フリン（順治帝）、玄燁（康熙帝）の四代、特に康熙朝では四大臣として重用された。

#### 大叔父
- ヘシェリ氏ソンゴトゥ：孝誠仁皇后の叔父。康熙朝で権勢を振るったが、謀叛が露顕し、康熙帝の命で自害。

#### 母
- ヘシェリ氏孝誠仁皇后：康熙帝の初代皇后。胤礽を分娩し間も無く崩御。

### 妻妾とその所生の子女及びその子孫

#### 正室

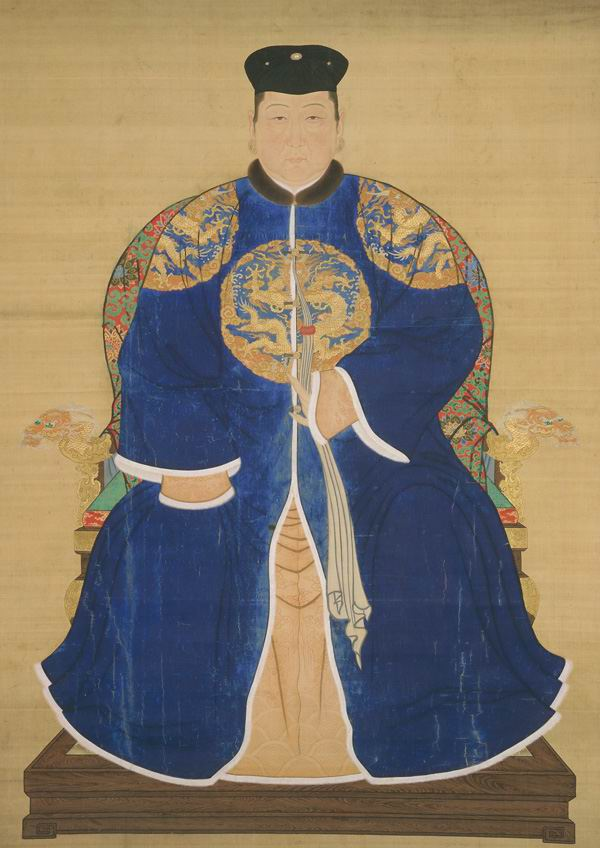
米スミソニアン博物館所蔵『Portrait of Lady Shi (d. 1718), Wife of Yinreng』

- 石氏（スワン地方グワルギャ氏[11]）：康熙34年に婚嫁し太子妃に冊封。康熙47年に皇太子廃位に伴い太子妃から「二阿哥フジン（福晋）」に降格。康熙57年逝去[10]。
  - 娘・郡主：第三女。康熙59年に郡主に冊封、婿の阿喇卜坦（トゥメト部ドロイ・ダルハン・ベイレ）にホショイ・エフの称号を授与[54]。

#### 側室
- 側福晋李佳氏，軽車都尉舒爾德庫の娘。康熙36年年。康熙45年の玉牒には庶妃李甲氏と記されている。
  - 子：第一子。11歳で夭折。
  - 子・弘晳：第二子。雍正元年に理郡王に叙爵。6年に理親王に陞叙。乾隆4年に爵位剥奪。
- 側福晋李佳氏 - 雲騎尉雷大人の娘。康熙45年の玉牒には庶妃李氏と記されている。 
  - 娘：第一女。0歳で夭折。
  - 娘：第二女。0歳で夭折。
- 側福晋林佳氏 - 出自不明。康熙45年の玉牒には庶妃林氏と記されている。
  - 子・弘晋：第三子。康熙56年没。輔国公として殯葬。
    - 孫・永璥：弘晋の第三子。乾隆元年に輔国公に叙爵。52年没。

  - 娘：第九女。モンゴルのタイジ・ツェワンドルジ（策旺多爾濟）に嫁ぐ。47歳で没。
- 側福晋唐佳氏 - 出自不明。康熙45年の玉牒には庶妃唐氏と記されている。
  - 子：第四子。2歳で夭折。
  - 娘：第六女。和碩淑慎公主、雍正帝の養女。モンゴルのホルチン王家出身の理藩院侍郎観音宝（ジャンギンボ）に嫁ぐ。
  - 子・弘曣[55]：第六子。雍正6年に輔国公に叙爵。乾隆15年没、諡号は恪僖。
    - 孫・永瑋：弘曣[55]の第一子。乾隆15年に輔国公を承襲。52年没、諡号は恪勤。
      - 曾孫・綿俊：永瑋の第一子。乾隆35年に三等奉国将軍に叙爵。55年に疾病のため辞退。嘉慶3年没。
        - 玄孫・奕沢：綿俊の第一子。乾隆55年に奉恩将軍を承襲。道光28年没。
          - 来孫・載普：奕沢の第三子。道光29年に奉恩将軍を承襲。光緒11年没。
            - 昆孫・溥栄：載普の子。
              - 仍孫・毓寛：溥栄の子。光緒11年に奉恩将軍を承襲。

      - 曾孫・綿侃：永瑋の第二子。乾隆35年に奉恩将軍に叙爵。嘉慶2年没。、無嗣。
      - 曾孫・綿佐：永瑋の第五子。乾隆44年に三等輔国将軍に叙爵。53年に輔国公を承襲。嘉慶11年没。
        - 玄孫・奕質：綿佐の第一子。嘉慶12年に「不入八分輔国公」を承襲。22年没。
        - 玄孫・奕賛：綿佐の第三子。嘉慶17年に奉恩将軍に叙爵。同治8年没、無嗣。
- 側福晋程佳氏 - 程世福の娘。
  - 娘・郡主：第八女。モンゴルのタイジ・彭蘇克拉に嫁ぐ。47歳で没。
  - 娘：第十女。4歳で夭折。
  - 子・弘㬙[56]：第十子。乾隆元年に輔国公に叙爵。4年に理郡王を承襲。45年薨去、諡号は恪。
    - 孫・永璦：弘㬙[56]の第一子。乾隆35年に三等輔国将軍に叙爵。45年にベイレを承襲。53年没。
      - 曾孫・綿溥：永璦の第二子。乾隆54年にベイセを承襲。嘉慶6年没。
        - 玄孫・奕顥：綿溥の第一子。嘉慶6年に鎮国公を承襲。道光10年に爵位剥奪。18年に輔国公を承襲、後に再び剥奪。
          - 来孫・載受：奕顥の第一子。道光11年に輔国将軍に叙爵。28年没。
            - 昆孫・福存：載受の第二子。道光29年に奉国将軍を承襲。光緒14年没。
              - 仍孫・毓均：福存の子。光緒15年に奉恩将軍を承襲。宣統元年没、無嗣。

          - 来孫・載寛：奕顥の第三子。道光10年に輔国公を承襲。18年没。
          - 来孫・載岱：奕芝（奕顥の族兄で、弘晀の曾孫）の子。道光19年に奕顥の輔国公を承襲。同治13年没。
            - 昆孫・溥豊：載岱の第一子。道光30年に二等輔国将軍に叙爵。光緒元年に輔国公を承襲。22年没。
              - 仍孫・毓炤：溥豊の第四子。光緒22年に輔国公を承襲。

            - 昆孫・溥盛：載岱の第二子。道光元年に二等輔国将軍に叙爵。光緒17年に疾病のため辞退。22年没。
            - 昆孫・溥徴：載岱の第三子。咸豊7年に輔国将軍に叙爵。光緒15年没。
              - 仍孫・毓鏛[57]：溥徴の子。光緒16年に奉国将軍を承襲。

            - 昆孫・溥鋭：載岱の第六子。光緒12年に一等奉国将軍に叙爵。21年没、無嗣。

        - 玄孫・奕魁：綿溥の第二子。嘉慶14年に三等鎮国将軍に叙爵。23年没。
          - 来孫・載鏽：奕魁の子。嘉慶23年に輔国将軍を承襲。道光7年没、無嗣。

    - 孫・永育：弘㬙[56]の次子。乾隆40年に三等奉国将軍に叙爵。59年没。
      - 曾孫・綿澐：永育の第三子。乾隆60年に奉恩将軍を承襲。咸豊8年没。
        - 玄孫・奕堂：綿澐の第三子。咸豊8年に奉恩将軍を承襲。光緒14年没。
          - 来孫・載鈺：奕堂の第二子。光緒14年に奉恩将軍を承襲。

    - 孫・永準：弘㬙[56]の第五子。乾隆55年に一等輔国将軍に叙爵。嘉慶22年没、無嗣。

  - 子・弘晥：第十二子。乾隆3年に輔国公に叙爵。40年没。
    - 孫・永浩：弘晥の第二子。乾隆40年に「不入八分輔国公」を承襲。43年没。
- 側福晋王佳氏 - 出自不明。
  - 子・弘晀[58]：第七子。雍正12年に輔国公に叙爵。乾隆34年に爵位剥奪。
    - 孫・永璔：弘晀[58]の第一子。乾隆26年に奉恩将軍に叙爵。48年没。
      - 曾孫・綿瓞：永璔の第二子。乾隆49年に奉恩将軍に叙爵。嘉慶7年に爵位剥奪。

    - 孫・永璒：弘晀[58]の第四子。乾隆26年に三等奉国将軍に叙爵。35年没。
      - 曾孫・綿瓝：永璒の第一子。乾隆36年に奉恩将軍に叙爵。道光12年没。
        - 玄孫・奕芝：綿瓝の子。嘉慶19年没。

    - 孫・永𬑿[59]：弘晀[58]の第五子。乾隆30年に二等奉国将軍に叙爵。33年没。
      - 曾孫・綿𤫬[60]：永𬑿[59]の第二子。乾隆33年に奉恩将軍を承襲。嘉慶16年没。
        - 玄孫・奕錦：綿𤫬[60]の第三子。嘉慶16年に奉恩将軍を承襲。咸豊元年に疾病のため辞退。

    - 孫・永遐：弘晀[58]の第七子。乾隆30年に二等奉国将軍に叙爵。道光元年没。
      - 曾孫・綿烈：永遐の第一子。乾隆49年に奉恩将軍に叙爵。嘉慶21年没。
        - 玄孫・奕亶：綿烈の第二子。嘉慶22年に奉恩将軍を承襲。道光22年没、無嗣。

  - 子・弘昞：第十一子。乾隆28年没。
- 庶福晋范佳氏 - 出自不明。康熙45年の玉牒には庶妃范氏と記されている。
  - 娘：第四女。0歳で夭折。
  - 娘：第五女。5歳で夭折。
- 庶福晋劉佳氏 - 出自不明。
  - 娘：第七女。6歳で夭折。
  - 娘：第十一五女。9歳で夭折。
- 妾劉氏 - 出自不明。
  - 子：第五子。0歳で夭折。
- 妾銭氏 - 出自不明。
  - 子：第八子。12歳で夭折。
- 妾邱氏 - 出自不明。
  - 子・弘暚：第九子。乾隆48年没。
- 媵妾祁氏 - 出自不明。
  - 娘：第十三女。2歳で夭折。
- 媵妾朱氏 - 出自不明。
  - 娘・郡主：第十二女。カラチン部のタブナンカインガ（塔布囊喀英阿）に嫁ぐ。60歳で没。
- 媵妾裴氏 - 出自不明。
  - 娘：第十四女。0歳で夭折。

#### 子孫について
康熙61年に胤禛（雍正帝）が践祚すると、允礽（胤礽から改名）の子・弘晳は理郡王に冊封された。雍正2年に父・允礽が逝去し、雍正6年には親王に陞叙された。しかし乾隆4年、弘晳は自らを以て「東宮嫡子」（正統継承者）とした為、弘暦（乾隆帝）により爵位を剥奪された。その後、允礽の第十子・弘㬙が郡王を承襲し、45年に薨去すると、その子・永璦がベイレを承襲。その子孫は一つずつ品級を落としながら、最終的に輔国公を世襲し、仍孫の毓炤に至る。
その外、允礽の第三子・弘晋、第六子・弘曣、第七子・弘晀、第十二子・弘晥が輔国公に冊封されている。弘曣の子・永瑋は父の輔国公を承襲し、乾隆年間に宗人府左宗正、広州将軍・黒龍江将軍・盛京将軍を歴任した。弘㬙の子・永璦の玄孫・福錕（載耀の子で、奕顥の孫）は、光緒年間に体仁閣大学士に任命されている。
上記の系譜は全て『清史稿』巻164に拠る。また、それぞれの爵位名称については「清代の爵位」を参考されたい。

## 逸話
- 仏人宣教師のブーヴェ (漢名：白晋) は、自著『康熙帝傳 (原題：PORTRAIT HISTORIQUE DE L'EMPEREUR DE LA CHINE)』の中で若き日の皇太子・胤礽を「十全十美」(完全無缺) と称賛した。実際、当時の胤礽は文武両道に優れ、母語の満洲語のみでなく漢籍にも精通していた[61]。
- 堕落して以降の胤礽に対する評価は、当時でも非常に否定的だった。朝鮮の官人だった閔鎭厚は、皇太子の胤礽が大臣を暴行し、各地から銀を収奪し、忠実でなく親孝行でもなく、こっそり姉たちを姦淫した暴虐な皇太子で、胤礽の息子たちもやはりその父よりもさらに収奪と凶悪さがひどかったと記録している。しかし、胤礽が正しい道を行かず、女色を繰り広げたのは、父康熙帝の厳格な教育から生じた[1]。20代までは父の意思をよく受け入れていた胤礽が30代になってから本格的に兄弟間の骨肉相争をするようになり、康熙帝がこのような争乱の責任を胤礽に問うのも原因だった[1]。しかし、胤礽がソンゴトゥなど権臣たちの言葉に引っかかって、朋党を結成して政局を混乱に陥れ、後には父の帝権を弱体化させた点は批判の対象となっている。
- 胤礽の弟である雍正帝が、「皇二子(胤礽)は幼い頃から礼儀正しく、聖帝（康熙帝）に深く愛されていた。彼は生涯においてとても親切で勤勉な人だった。残念なことに、彼は精神的に混乱し、中年期には狂人のような精神病を患うようになった。皇帝は、彼に一族と国家の重責を託すことは困難であると判断し、再び彼を廃位せざるを得なかった。10年以上経っても、彼の病気は以前と変わらず深刻なままで、回復の見込みはなかった」と述べている。
- 李氏朝鮮『肅宗實錄』には、堕落してからの胤礽に「陰烝諸妹」の悪習があったという記載がある[62]。「烝」は「自分より身分の高い女と私通する」[63]ことで、ここでは康熙帝の嬪妃、つまり胤礽にとっての母妃[64]との姦通を指す。それも「諸妹」、即ち複数人である。その裏附けとして姫路獨協大学教授・楊啓樵[65]は、『聖祖仁皇帝實錄』の「朕……從不令外間婦女出入宮掖、亦從不令狡好少年隨侍左右。……今、皇太子所行若此、朕實不勝憤懣。」[66]を挙げている。[67]また、中華人民共和国のテレビドラマ『雍正王朝』(1999年, 主演：唐国強) には胤礽 (役：徐敏) が康熙帝妃・鄭春華 (役：武曄) と私通する場面がある。尚、鄭春華という人物は実在しない。
- 一説には、康熙帝妃との姦通以外に、胤礽には断袖 (男色) の趣味もあったとされ、「紅学」(『紅樓夢』学) 研究者の中にその提唱者がある[68]。皇太子廃位の勅書では、ソンゴトゥの子二人を処刑した外、具体的な理由も明かされることなく二格、蘇爾特、哈什太、薩爾邦阿の四名が同じく処刑、更に杜黙臣、阿進泰、蘇赫陳、倪雅漢の四名が盛京に配流されている[26]。殊に後者四名については、「其れ杜默臣ら四人、朕の心之を疑ひ、故に盛京へ充發せり。然れど、伊(かれ)ら大惡の款無し。果して大惡有らば、已に早く誅戮の列に在るらむ。」[27]と見え、康熙帝が「疑っている」という以外に理由が書かれていない。
- 清末民初の教育家・蔡元培は自著『石頭記索隱』の中で、『紅樓夢』の主人公・賈宝玉と胤礽との関聯性を比較考証している (一説に胤礽は賈宝玉のモデルとされる)。